# Dorfkirche Töpchin

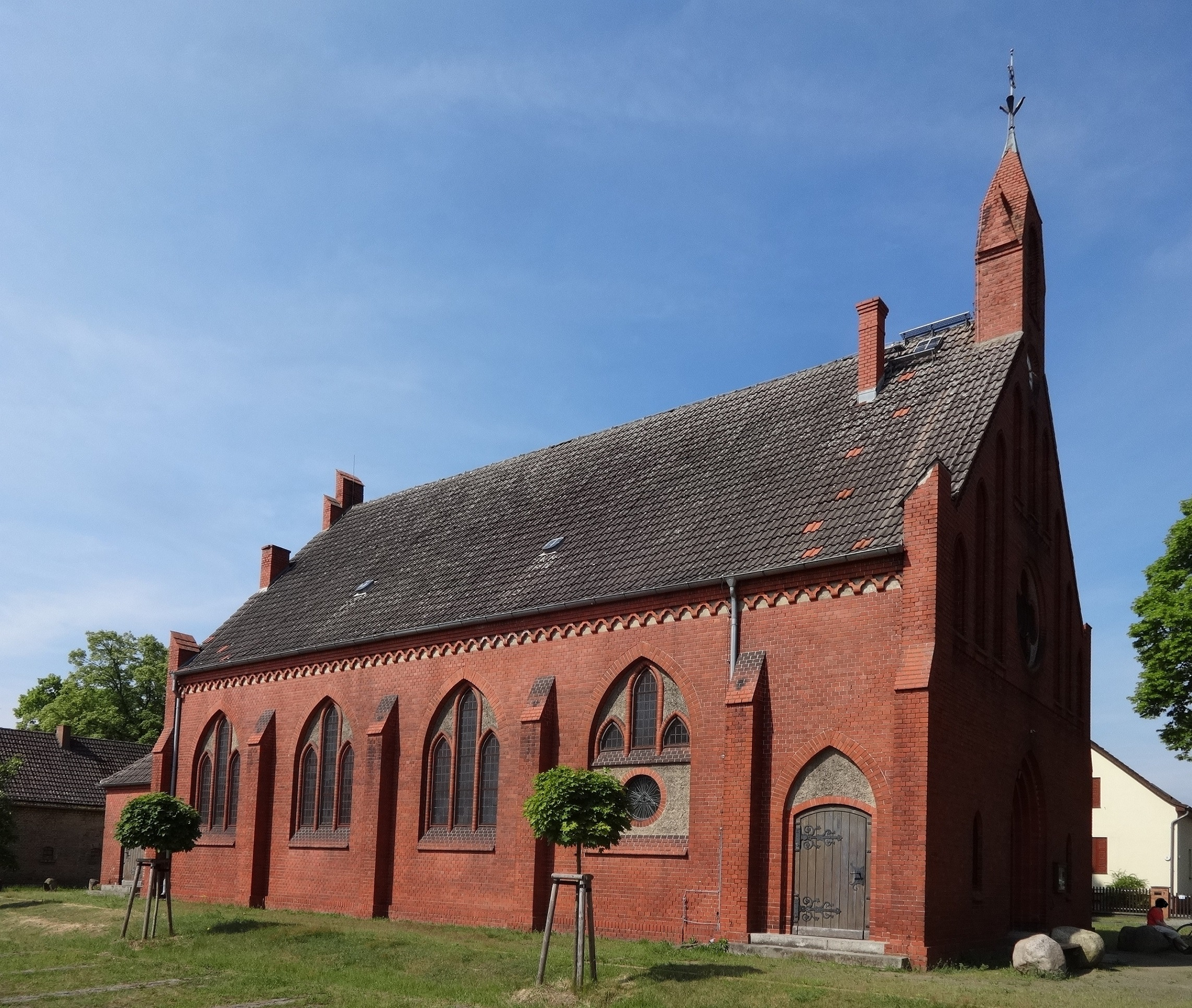
Dorfkirche Töpchin

Die evangelische Dorfkirche Töpchin ist ein Sakralbau aus den Jahren 1893 und 1894 in Töpchin, einem Ortsteil von Mittenwalde in Brandenburg.

## Geschichte
Die Geschichte von Töpchin reicht zwar bis in das 12. Jahrhundert zurück, doch die Kirchengemeinde besaß über viele Jahrhunderte kein eigenes Gotteshaus, sondern war nach Zossen eingepfarrt. Diese Pfarrei stand unter dem Sprengel des Meißner Bischofs, der wiederum die Auffassung vertrat, dass es eine zentrale Kirche für mehrere Dörfer geben sollte. Das Bistum Brandenburg teilte diese Auffassung nicht, sondern bevorzugte eine Kirche in jedem Dorf. Die Gläubigen aus Töpchin besuchten aber ohnehin lieber die Filialkirche in Motzen. Dies führte zu Spannungen, da sich die Töpchiner nicht am Unterhalt der Kirche in Motzen beteiligten. 1860 wurde Töpchin daher nach Motzen eingepfarrt.
Um das Jahr 1850 erlebte Töpchin durch den vermehrten Abbau von Braunkohle einen wirtschaftlichen Aufschwung. Hinzu kamen Ziegeleien, die Berlin und das Umland mit Mauerziegeln versorgten. Damit stiegen auch die Einwohnerzahl von Töpchin und auch der Wunsch nach einem eigenen Sakralbau. Die Gemeinde erwarb das Schulgebäude, ließ es abreißen und stellte damit den Baugrund für die Kirche zur Verfügung. Am 2. Mai 1893 erfolgte die Grundsteinlegung. Nach nur 15 Monaten Bauzeit konnte die Kirchweihe am 29. August 1894 im Beisein von Ernst von Stubenrauch und des Generalsuperintendenten Ernst Dryander gefeiert werden. Die Baukosten beliefen sich auf 35.000 Mark. Im Laufe der Jahrzehnte kam es jedoch an den Fenstern zu einer Bleikorrosion, die dazu führte, dass 1942 bereits mehrere Fensterscheiben herausgefallen waren. Sie wurden ersetzt und neu verglast. Das gleiche Schicksal ereilte die Orgelpfeifen, die mit einem Anstrich aus Aluminium versehen wurden.
Im Zweiten Weltkrieg explodierte im August 1944 in der Nähe der Kirche ein Zug, der Munition geladen hatte. Die Wucht der Explosion zerstörte einige Fenster sowie das Dach der Kirche. Die Kirchengemeinde setzte daraufhin Ende 1945 zunächst das Dach, im Frühjahr 1946 die Fenster instand. Trotz der zügigen Reparaturarbeiten war die Orgel durch Witterungseinflüsse beschädigt und wurde 1947 instand gesetzt. In den Jahren 1952 bis 1955 erfolgte eine umfassende Sanierung, bei der die Fenster erneut neu verglast und das Bauwerk mit elektrischem Strom versorgt wurde. Ebenso stellte die Kirchengemeinde ein neues Kruzifix des Bildhauers Fabian aus Ebersbach/Sa. auf. 1958 ließ sie unter der Orgelempore eine Winterkirche mit einer elektrischen Heizung einrichten. Eine weitere Sanierung erfolgte Anfang der 1990er Jahre in Vorbereitung auf das Kirchenjubiläum im Jahr 1994.

## Architektur

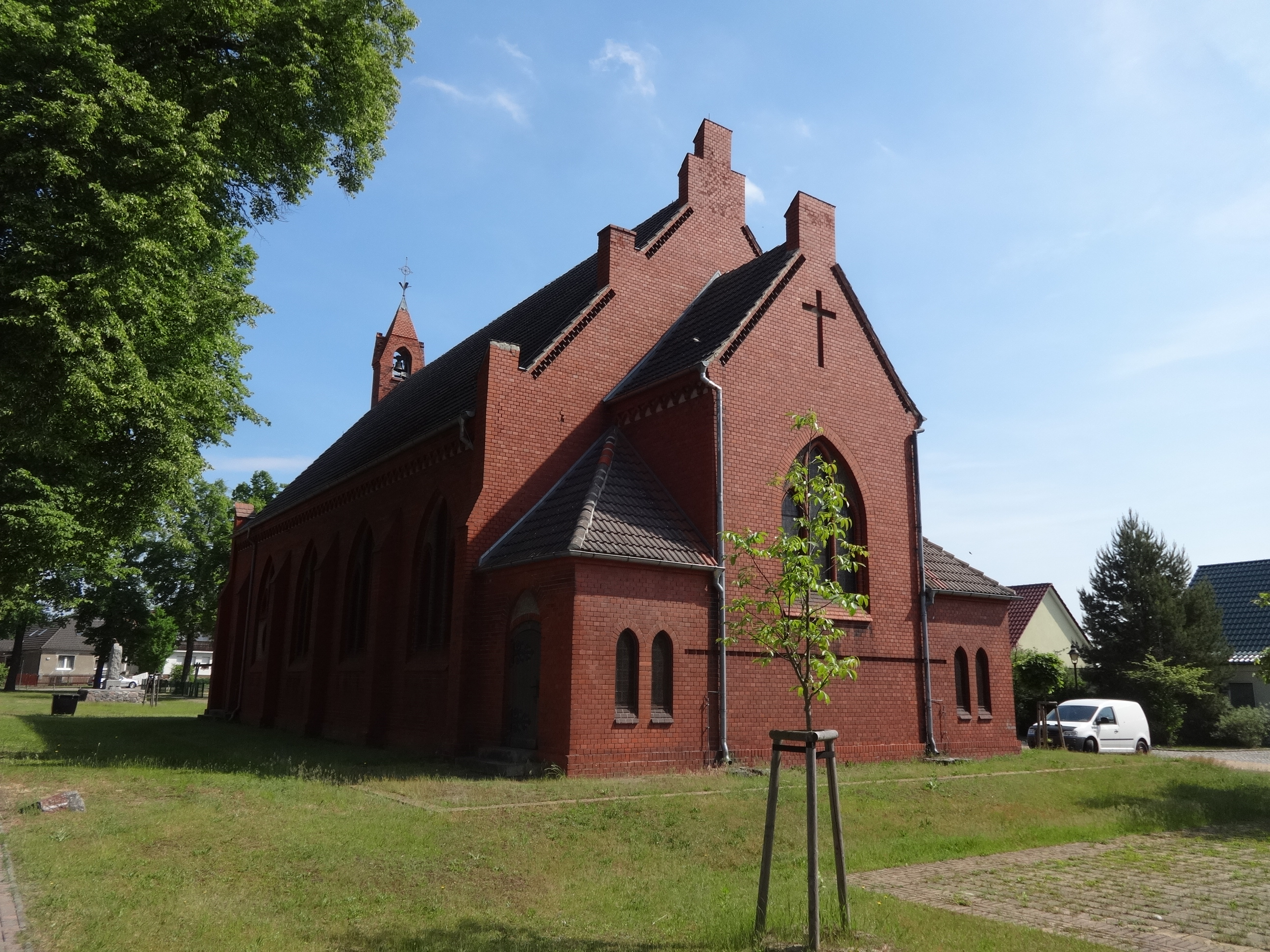
Ansicht von Nordost

Die Kirche wurde im Stil der Neugotik aus roten Mauerziegeln im schlesischen Verband errichtet. Die Nord- und Südseite des im Grundriss rechteckigen Kirchenschiffs wird dabei von vier großen, spitzbogenförmigen Fensteröffnungen dominiert, in die wiederum eine gestufte Dreifenstergruppe eingelassen ist. Zwischen den Öffnungen stabilisieren Strebepfeiler das Bauwerk. Die ganz westlich gelegenen Fenster wurden dabei nachträglich verändert. Im unteren Bereich ist ein Radfenster mit dem Auge der Vorsehung eingelassen. Oberhalb der Fenster schafft ein umlaufender, gotischer Fries den Übergang zum mit schwarzen Ziegeln gedeckten Satteldach. Der östliche Giebel des Kirchenschiffs ist mit kleinen Zinnen verziert. Die östliche Wand des Kirchenschiffs besteht aus einem rechteckigen, eingezogenen Chor, an den sich nach Norden und Süden je ein ebenfalls rechteckiger, nochmals eingezogener Anbau anschließt. Die östliche Chorwand ist mit einer höher gesetzten Dreifenstergruppe mit einem darüber aus Mauerziegeln gearbeiteten Kreuz versehen. Während der Chor ebenfalls mit einem Fries geschmückt ist, fehlt er bei den beiden Anbauten. Der Hauptzugang erfolgt über eine große Pforte an der Westseite der Kirche. Dort befindet sich ein fünffach gestuftes, spitzbogenförmiges Portal, das über eine kleine Treppe erreicht werden kann. Im Giebel sind insgesamt neun Blenden in gestuften Größen eingearbeitet. Sie umschließen ein großes, neugotisches Maßwerkfenster. Der Giebel schließt mit einer Kirchturmuhr und einem kleinen offenen Reiter aus Mauerziegeln ab, in dem eine Glocke hängt.

## Ausstattung
Die schlichte Ausstattung stammt aus der Bauzeit der Kirche. Das hölzerne Kruzifix auf dem Altar ist eine Stiftung des Ziegeleibesitzers Selchow und wurde vom sächsischen Bildhauer Fabian im Jahr 1955 angefertigt. Die Orgel auf der Westempore baute Albert Hollenbach aus Neuruppin. Sie besitzt zwei Manuale, ein Pedal und hat 15 Register. Der Kaufpreis betrug seinerzeit 4.402 Mark. Sie ist im Jahr 2019 das einzige von ihm erhalten gebliebene Instrument mit pneumatischer Traktur.
Auf dem Dorfanger steht vor der Kirche in westlicher Richtung ein Denkmal für die Gefallenen aus den Weltkriegen.